# 생방송 정보쇼 베스트 70
생방송 정보쇼 베스트 70은 OBS경인TV에서 평일 저녁 6시 35분부터 저녁 7시 45분까지 방송했던 저녁 정보 프로그램이며, 개편 이전에 방송된 정보버라이어티 으라차차 우리동네 후속 프로그램이다.

## 역대 MC
- 유형서 - OBS 아나운서. (전 iTV 아나운서)
- 하현정 - 미스코리아 출신.

### 이전 MC
- 김소영 - OBS 아나운서.

## 관련 보기
- 6시 내고향(KBS 1TV)
- 생생 정보통(KBS 2TV)
- 6시 뉴스매거진(MBC)
- 생방송 투데이(SBS)